# Wikipedia tiếng Latvia
Wikipedia tiếng Latvia (tiếng Latvia: Vikipēdija) là phiên bản tiếng Latvia của Wikipedia, một bách khoa toàn thư mở. Đến ngày 29 tháng 3 năm 2008, nó có hơn 17.000 bài viết.

## Thống kê
Các mốc bài viết:
- 2003: 1
- 2005: 1.000
- 2006 (tháng 9): 5.000
- 2007 (tháng 7): 10.000
- 2008 (28 tháng 5): 15.000